# Moara
Pour les articles homonymes, voir Moara (homonymie).
Moara est une localité située dans le département de Tansila de la province des Banwa dans la région de la Boucle du Mouhoun au Burkina Faso.

## Santé et éducation
Le village possède deux écoles primaires publiques (à Bokuy et Tolibé).